# 栗原景子
栗原 景子（くりはら けいこ、1961年12月25日 - ）は、日本の元女優・ファッションモデル・キャンペーンガール。別名義、栗原 けいこ（読み同じ）。本名、猿田 景子。
東京都杉並区出身。富士見丘高等学校卒業。柊プロモーションを経て、ケンズ・プランニングに所属していた。

## 来歴・人物
17歳から女性雑誌『non-no』の専属モデルをつとめる。1984年、カネボウ夏のキャンペーンガールとしてCFに初登場。キャッチフレーズは「サンシャインカット」（CMソングは中原めいこの「君たちキウイ・パパイア・マンゴーだね。」であった）。
その後女優に転身し、テレビドラマ『スタア誕生』では、堀ちえみ扮する主人公をいじめる憎まれ役を演じた。1990年には、テレビのリポーターやラジオのパーソナリティにも挑戦。
趣味は、水泳、日本舞踊。特技は、ピアノ演奏。

## 出演

### テレビドラマ
- 月曜ドラマランド（フジテレビ）
  - 意地悪お手伝いさん2（1984年）
  - いたずらデパートギャル 女は度胸（1984年）
- 火曜サスペンス劇場 / 遅すぎた手紙（1984年、NTV）
- スタア誕生（1985年、CX）- 宇佐見京子 役
- わたしの可愛いひと（1986年、CX）- 石崎栄子 役
- お坊っチャマにはわかるまい!（1986年、TBS）- 川崎明子 役
- な・ま・い・き盛り 第6話（1986年、CX）- めぐみ 役
- アナウンサーぷっつん物語（1987年、CX）- 木戸暁美 役
- 大都会25時・千草警察事件ファイル 第18話「憎い夏! 女子大生通り魔事件」（1987年、ANB）
- 女ふたり捜査官 第16話「逆転! 暴かれた離婚劇」（1987年、ABC）
- 土曜ワイド劇場（ANB）
  - 西村京太郎トラベルミステリー 山陽・東海道殺人ルート（1990年） - 小野ゆう子（栗原けいこ名義）役
  - 探偵神津恭介の殺人推理 こだま号遠隔マジック 人形はなぜ殺される（1990年）- 松平佳子 役

### バラエティー番組
- 冒険!テレビ遊び塾（1988年、TX）
- なげやり倶楽部（YTV）
- アップダウンクイズ（MBS）

### オリジナルビデオ
- 女仕置人ゼブラ2 アクション編（1990年、バンダイ）
- あなたの知らない世界（1991年、バップ）

### イメージビデオ
- 愛を込めてあなたに（パワースポーツ、VHS→1988年11月1日／日本メディアサプライ、DVD→2009年11月30日）
- パーマネントコネクション（オリーブ、VHS→／アストロシステムジャパン、DVD→2008年9月26日）
- 伝説の美少女 （ビデオメーカー、DVD→2003年4月1日）

## 書籍

### 写真集
- 熱色（1988年、ワニブックス）撮影:野村誠一 ※栗原の詩も掲載

### 雑誌グラビア
- 月刊プレイボーイ 1986年12月号
- 週刊プレイボーイ